# 6976 Kanatsu
6976 Kanatsu (1993 KD2) là một tiểu hành tinh vành đai chính được phát hiện ngày 23 tháng 5 năm 1993 bởi S. Otomo ở Kiyosato.